# アレクサンドラ・マーティン
アレクサンドラ・マーティン（英語: Alexandra Martin、1980年11月18日 - ）は、オーストラリア、シドニー出身の女性フィギュアスケート選手（アイスダンス）。パートナーはダニエル・プライス。2001年四大陸フィギュアスケート選手権オーストラリア代表。

## 主な戦績
| 大会/年              | 1999-00 | 2000-01 |
| -------------------- | ------- | ------- |
| 四大陸選手権         |         | 15      |
| 世界ジュニア選手権   | 33      |         |
| オーストラリア選手権 | 1 J     | 3       |
| JGPチェコスケート    | 16      |         |
| JGPハーグ            | 19      |         |
| オータムトロフィー   | 12 J    |         |

- J - ジュニアクラス